# Fontanna Igraszki Ryby z Dzieckiem
Fontanna Igraszki Ryby z Dzieckiem – fontanna zlokalizowana w Olsztynie, położona na terenie Parku Zamkowego.
Fontannę zaprojektowała Balbina Świtycz-Widacka (zm. 1972), która przyjechała na Warmię w 1952 i była autorką około tysiąca rzeźb, w tym wielu w tej części Polski. W 2015 rzeźba została zrewitalizowana. Zamontowano m.in. dziewięć dysz spieniających wodę, a z pyska ryby wypływa dodatkowy strumień. Modelem postaci dziecka bawiącego się z rybą był wnuk rzeźbiarki, Kamil Solarski.